# The Rubinoos
The Rubinoos je americká hudební skupina, která vznikla v roce 1970 v kalifornském Berkeley. Její původní sestavu tvořili zpěvák a kytarista Jon Rubin, kytarista Tommy Dunbar, baskytarista Greg „Curly“ Keranen, saxofonista Danny Woods, bubeník Ralph Granich a varhaník Alex Carlin. V roce 1971 došlo k výrazné změně sestavy, odešli Keranen, Carlin, Granich a Woods. Novými členy se stali bubeník Donn Spindt a baskytarista Tom Carpender. Keranen se do kapely vrátil v roce 1973 a nahradil tak Carpendera, ale již roku 1975 opět odešel a byl nahrazen Roysem Aderem. Později kapelou prošli další hudebníci, sestava se ustálila až v roce 1980, odkdy působí v sestavě Rubin, Dunbar, Spindt a Al Chan (baskytara). V letech 1981 až 1982 je doplňoval ještě klávesista Michael Boyd. Kapela zanikla roku 1985, ale od roku 1999 opět působí v sestavě z osmdesátých let. Svou první (eponymní) desku kapela vydala až v roce 1977 (vydavatelství Beserkley Records). Následovala řada dalších alb. V sedmdesátých letech kapela odehrála několik vystoupení jako doprovod zpěváka Jonathana Richmana.